# Loi Rivet
Pour les articles homonymes, voir Rivet (homonymie).
 (décembre 2013).
 (décembre 2013).
La loi Rivet, aussi appelée « constitution Rivet », est l'une des lois qui créent les institutions provisoires de la Troisième République. Proposée par le député Jean-Charles Rivet, elle est votée le 31 août 1871, amendée partiellement par la loi de Broglie en 1873 et de facto abrogée après le vote des lois constitutionnelles de 1875.

## Le contexte de la loi "Rivet"
Le 17 février 1871, l'Assemblée nationale a nommé Adolphe Thiers chef du pouvoir exécutif de la République française. À la fois chef de l'État et du gouvernement, Thiers défait la Commune de Paris le 28 mai 1871 et mène les négociations avec l'Empire allemand. Si l'idée de sortir du provisoire et conforter le pouvoir de Thiers apparaît rapidement chez les républicains, un premier projet en ce sens est rejeté le 27 avril 1871. Les élections partielles du 2 juillet suivies du manifeste du comte de Chambord (5 juillet) offrent toutefois l'occasion aux partisans de Thiers d'agir. 
La seconde proposition Rivet déposée le 12 août consiste : 1° à conférer le titre de Président de la République au chef du pouvoir exécutif ; 2° à proroger ses fonctions de trois ans (sauf auto-dissolution de l'Assemblée) ; 3° à énumérer ses fonctions ; 4° consacre l'existence d'un "conseil des ministres" dirigé par le Président de la République 5° exige le contre-seing de tous les actes exécutifs et rappelle la responsabilité des ministres devant l'Assemblée. 
La majorité de la commission chargée de l'examen de la proposition y était toutefois hostile. Le nouveau texte élaboré par la commission, composé de trois articles uniquement, est adopté en séance le 31 août 1871.

## Le contenu de la loi "Rivet"
La loi votée crée un nouveau titre, celui de « président de la République » (remplaçant ainsi celui de « chef du pouvoir exécutif de la République française »), qu'elle donne à Adolphe Thiers, mais en prétendant ne rien changer au fond des choses, puisque le préambule précise que ce titre n'a d'autre but que d'affirmer l'intention de l'Assemblée « de persévérer dans l'essai loyal de la République commencé à Bordeaux » (où s'était réfugié le Gouvernement devant la menace de l'entrée des Prussiens dans Paris). Elle déclare également que les pouvoirs du président dureront autant que ceux de l'Assemblée, mais refuse de consacrer son inamovibilité, puisqu'elle réserve en même temps à l'Assemblée, le droit de le révoquer. 
La loi énumère également certaines fonctions du Président de la République (promulgation et exécution des lois ; nomination et révocation des ministres). 

Enfin, la loi consacre la responsabilité du conseil des ministres, des ministres mais également du Président de la République (alors que la proposition Rivet restait muette sur ce point). 